# 유린기
유린기(중국어 간체자: 油淋鸡, 정체자: 油淋雞, 병음: yóulínjī 유린지[*], 한자음: 유림계/油淋鷄)는 녹말 튀김옷을 입혀 튀긴 닭고기에 파, 마늘, 고추, 식초, 설탕이 들어간 간장 소스를 곁들인 음식이다.

## 이름
우리에겐 유린기라는 이름이 익숙하지만 원래는 '유린지'다. 이 요리는 중국 남부 광둥성 요리지만, 닭을 뜻하는 한자를 '지'가 아닌, '기'로 발음하는 산둥성 사투리의 특징을 담고 있어 산둥성을 거쳐 한국에 전해진 것으로 추측된다.
이후 한국에서는 소스의 맛을 한국인의 입맛에 맞게 변형해 오늘날의 유린기가 됐다고 볼 수 있다.

## 역사
중국 남방 지역의 광동 요리를 기원으로 하며, 특정 요리 자체에서 파생되었다기보다는 광동 지역에서 닭을 요리하는 일반적인 방식 중 튀기는 방식에서 차용되었다.

## 만들기
- 시간: 40분
- 재료: (2~3인분): 닭다리살 500g(정육 4쪽), 로메인 또는 양상추 1/3통, 대파 1/2대, 우유 1/2컵, 감자 전분가루 1컵, 소금 약간, 후추 약간
  - 닭밑간 재료: 달걀흰자 1개, 맛술 1큰술, 생강즙 1/2큰술, 다진마늘 1작은술, 소금 1/2작은술, 후추 약간
  - 소스 재료: 간장 2큰술, 식초 2큰술, 올리고당 2큰술, 설탕 1큰술, 다진마늘 1작은술, 후추 약간, 청양고추 1개, 홍고추 1개, 레몬 약간
- 만드는 법

1. 닭다리살은 기름기를 제거하고 우유 1/2컵에 10분정도 담갔다가 찬물에 씻어낸 후, 닭밑간 재료에 10분간 재워주세요.
2. 로메인은 굵게 채썰고, 대파 흰부분은 반으로 가른 후 6cm 길이로 곱게 채썰어주세요. 청양고추와 홍고추를 링으로 썰고, 레몬은 얇게 슬라이스해서 소스재료와 섞어주세요.
3. 밑간한 닭다리살에 전분가루를 꾹꾹 눌러 입힌 후 160도로 오른 기름에 넣어 한 번 튀겨주고, 센불에서 한 번 더 바삭하게 튀겨준 후 먹기 좋은 크기로 잘라주세요.
4. 그릇에 로메인(또는 양상추)을 깔고 튀긴 닭과 홍고추, 슬라이스한 레몬, 파채를 올리고 먹기직전에 소스를 뿌려주세요.

## 같이 보기
- 오렌지 치킨

1. ↑  유린기의 어원